# Josef Bretfeld
Josef Bretfeld z Kronenburgu (německy Joseph von Bretfeld zu Kronenburg, 1729 – 24. srpna 1820, Praha) byl český šlechtic z rodu Bretfeldů, právník, univerzitní profesor, byl celkem šestkrát zvolen rektorem pražské univerzity.

## Život

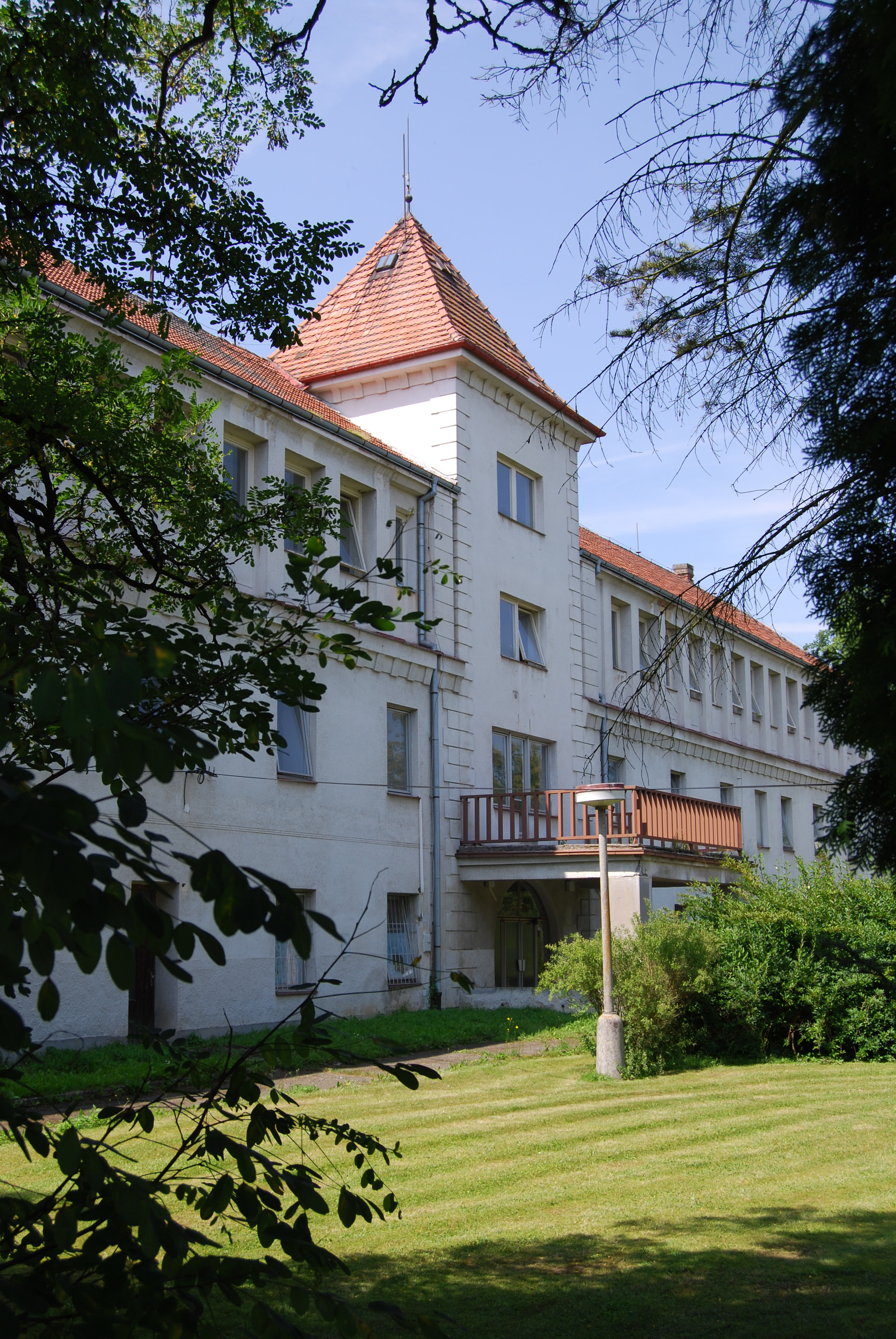
Bývalý zámek ve Veselíčku (rok 2012)

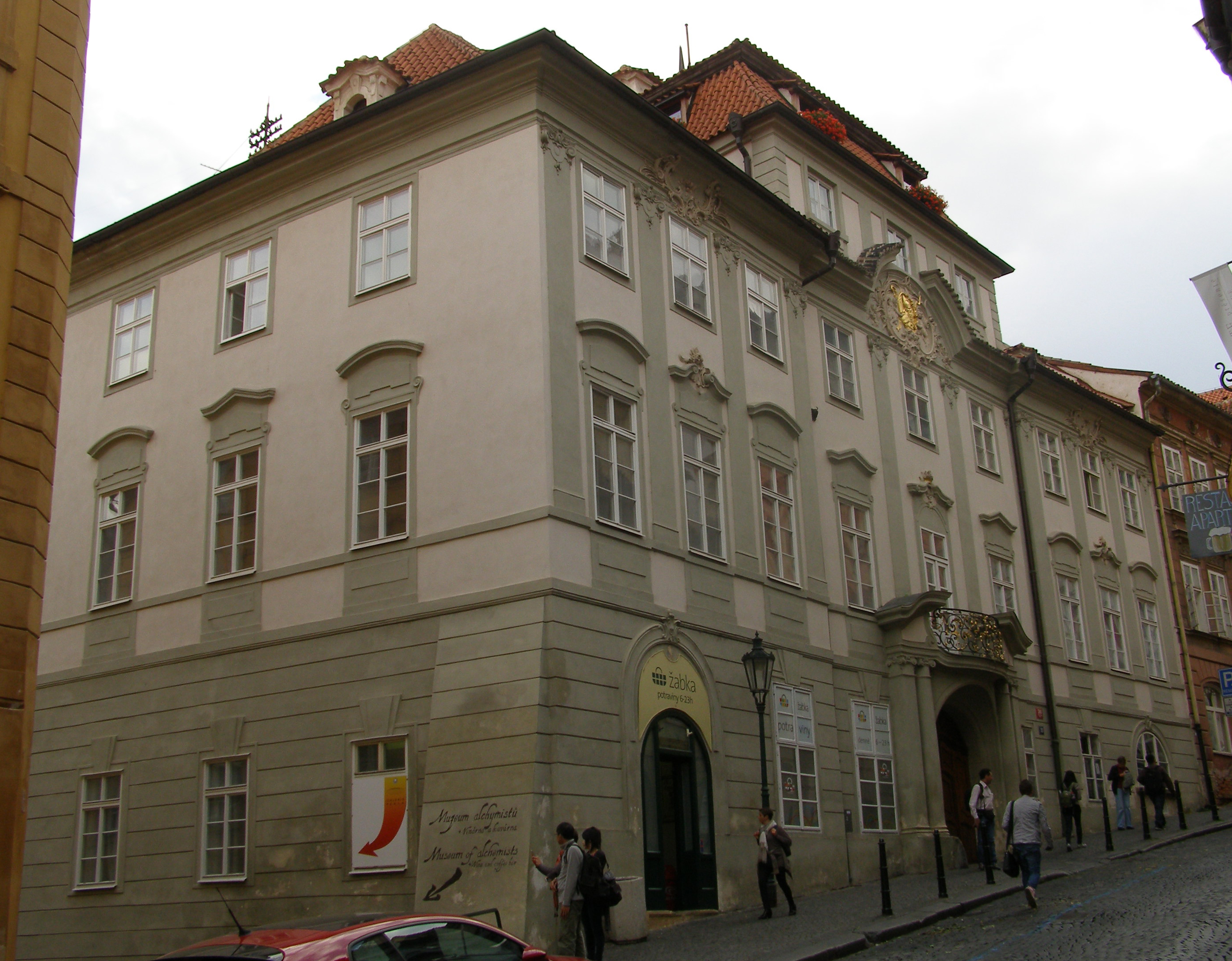
Bretfeldovský palác v Praze.

Byl synem Johanna Georga Bretfelda a Veroniky Herguetové.
Stal se doktorem práv, působil jako státní obhájce a od roku 1787 jako kancléř pražské arcibiskupské konzistoře. Byl profesorem a šestkrát se stal i rektorem pražské univerzity.
Byl rytířem řádu sv. Václava (pasován roku 1792 při korunovaci Františka I. na českého krále) a strážcem české koruny za rytířský stav. V roce 1792 byl Josef Bretfeld povýšen do stavu říšského svobodného pána. Byl i známou osobností pražského společenského života a sběratelem obrazů a knih.
Poprvé se oženil v roce 1764 s Theresií Waibelovou z Braitfeldtu (asi 1746–1771), s níž měl 2 syny, Antonína (kolem 1767–1830) a Emanuela (1771–1840).
Z druhého manželství uzavřeného roku 1772 s Marií Annou Chlumčanskou (1753–1819) se narodil syn František Josef Bretfeld-Chlumčanský (1777–1839), právník a univerzitní profesor ve Vídni. Dcera Tereza se vdala za hraběte Prokopa Lažanského z Bukové, s nímž měla mimo jiné syna Leopolda Lažanského z Bukové.
Bratr jeho manželky Václav Leopold Chlumčanský se stal v roce 1814 pražským arcibiskupem a primasem českého království.
V roce 1765 zakoupil dům "U zimy a léta" na Malé Straně v Praze, zvaný pak po něm Bretfeldovský palác. Dal jej téhož roku přestavět na honosné rodinné sídlo, které si zachovalo název Bretfeldovský palác (v roce 1823 Josefova dcera z druhého manželství Teresie, provdaná hraběnka Lažanská, palác prodala). Od bratra své manželky Václava Chlumčanského odkoupil roku 1783 panství Veselíčko, kde nechal přestavět zámek.